# Négociations de paix entre la Russie et l'Ukraine

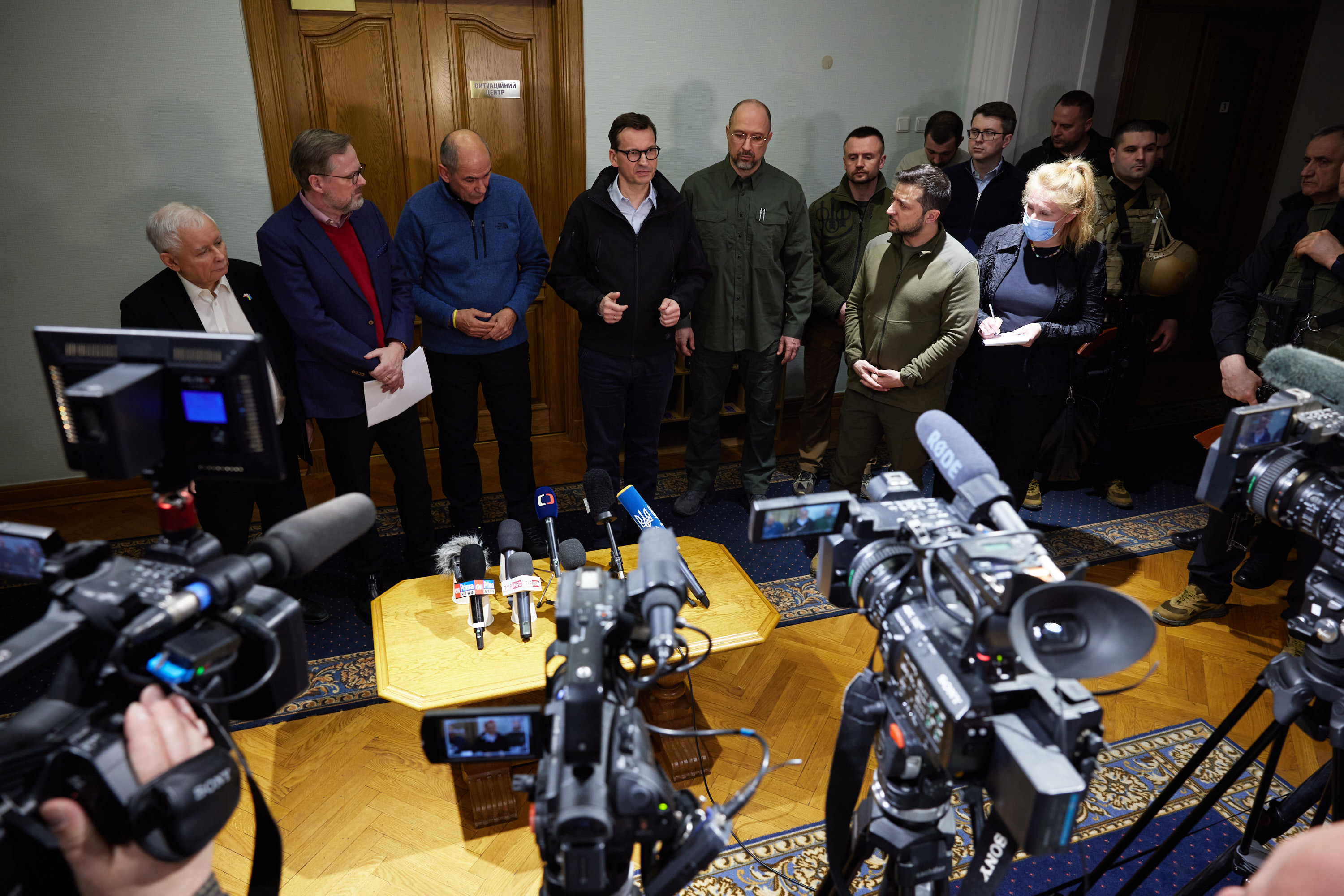
Volodymyr Zelensky rencontre les chefs des gouvernements de Pologne, République tchèque et Slovénie à Kiev.

Les négociations de paix entre la Russie et l'Ukraine visent à résoudre la guerre résultant de l'invasion de l'Ukraine par la Russie. Elles débutent le 27 février 2022 immédiatement après le déclenchement du conflit.
Au cœur des négociations entre la Russie et l'Ukraine se trouvent les questions de la reconnaissance de l'annexion de la Crimée par la Russie, des conflits territoriaux autour des quatre régions du Sud et de l'Est de l'Ukraine annexées par la Russie en septembre 2022, du retrait des troupes russes, de l'adhésion de l'Ukraine à l'Union européenne et à l'Organisation du traité de l'Atlantique nord, des garanties de sécurité de l'Ukraine, et du retour des mineurs déportés vers la Russie. 
Les négociations de paix connaissaient des développement significatifs en 2025 à la suite de l'élection de Donald Trump à la présidence des États-Unis. La diplomatie américaine conduit des pourparlers distincts avec la Russie et l'Ukraine en Arabie Saoudite qui aboutissent à des avancées en vue d'un cessez-le-feu, bien que la Russie s'oppose à la proposition américano-ukrainienne d'une cessation des hostilités pendant 30 jours. 

## Premières tentatives

### Tentative de médiation biélorusse
La Biélorussie fait des avances à la Russie en modifiant sa constitution pour pouvoir stocker l'arsenal nucléaire russe à partir du 27 février 2022.
Le 27 février 2022, le président ukrainien Volodymyr Zelensky accepte de participer à des pourparlers à la frontière entre la Biélorussie et l'Ukraine, à la suite d'une conversation téléphonique avec le président biélorusse Alexandre Loukachenko, et ce, malgré un sentiment de scepticisme du côté ukrainien. Le président ukrainien exige que les négociations se déroulent en territoire neutre, d'où son refus de participer aux discussions proposées auparavant à Homiel ou à Minsk. Les pourparlers entre les représentants ukrainiens et russes ont lieu à Gomel, en Biélorussie et se terminent sans issue favorable,. Comme condition pour mettre fin à l'invasion, Poutine exige la neutralité de l'Ukraine, la « dénazification » et la « démilitarisation », et la reconnaissance de la Crimée comme territoire russe.
Le 3 mars 2022, une deuxième séance de pourparlers a eu lieu à Belovejskaïa Pouchtcha, municipalité biélorusse à proximité de la Pologne ; le principal résultat de cette séance étant un commun accord pour l'établissement de couloirs humanitaires, en raison des besoins criants d'obtenir des médicaments et de la nourriture, ainsi que d'évacuer les civils. Cet accord prévoirait également la possibilité d'un cessez-le-feu temporaire pour permettre les évacuations. Le président Zelensky interpelle son homologue russe, souhaitant vouloir négocier directement avec lui. Dans un communiqué de presse, Sergueï Lavrov, ministre russe des Affaires étrangères, exprime sa certitude qu'une entente sera conclue entre les belligérants, mais évoque la possibilité d'un conflit nucléaire,.

### Tentative israélienne et crise diplomatique israélo-russe
Le 5 mars 2022, Israël se propose en tant que médiateur, en invoquant de solides relations avec les deux nations en conflit. A la demande du président Zelensky, le premier ministre israélien Naftali Bennett, accompagné de Ze'ev Elkin, son ministre du logement russophone d'origine ukrainienne, se rend à Moscou, devenant ainsi le premier dirigeant étranger à se rendre en Russie depuis le début des hostilités. Avant de s'y rendre, Bennett fait part de ses intentions à l'Allemagne, les États-Unis et la France. Il y rencontre Poutine, téléphone ensuite à Zelensky, puis se rend à Berlin pour rencontrer Olaf Scholz. Peu de détails sont connus de la teneur de ces conversations, autre que la discussion avec Scholz ait « porté sur les résultats de l'entretien que le premier ministre a eu avec le président russe Poutine » et que les chefs allemand, français et israélien continueront d'échanger à ce sujet. Du côté russe, on affirme que les dirigeants se sont entretenus au sujet de la situation ukrainienne de l'« opération militaire spéciale » dans le Donbass et les discussions de Vienne concernant le Programme nucléaire de l'Iran. Cet événement est notable, car le premier ministre israélien observe le jour du shabbat et n'entreprend aucune activité officielle pendant ce jour. Ce dernier fait référence à la « situation des Israéliens et des communautés juives à la suite du conflit » comme justification à ces visites,.
Les relations entre Israël et la Russie se tendent début mai lorsque Lavrov déclare à propos du président Zelensky, qu'être à la fois juif et nazi n'est pas incompatible, en déclarant que « Hitler avait aussi du sang juif ». L'État hébreu s'alarme alors de propos « scandaleux, impardonnables et une horrible erreur historique », tandis que le gouvernement ukrainien dénonce des « théories du complot » révélatrices d'un « antisémitisme profondément enraciné au sein des élites russes ». Moscou répond alors en accusant Israël de soutenir le « régime néonazi de Kiev » en affirmant dans un communiqué que « l'histoire connaît malheureusement des exemples tragiques de coopération entre Juifs et nazis ».

## Rapport duFinancial Timesdu 16 mars 2022
Le Financial Times publie le 16 mars 2022, que la Russie et l'Ukraine travailleraient sur un accord préliminaire en 15 points qui comprendrait, entre autres : le cessez-le-feu et le retrait des troupes russes, la déclaration de neutralité de l'Ukraine inscrite dans sa Constitution, le russe comme langue co-officielle et enseignée dans les écoles, et bien que la Russie ait demandé la « démilitarisation » de l'Ukraine, elle ne demanderait désormais que des limites à son armée et l'interdiction des bases militaires étrangères ou des missiles nucléaires sur son territoire ; en échange la sécurité de l'Ukraine serait prise en charge par la Turquie, le Royaume-Uni et les États-Unis. Selon l'attaché de presse du Kremlin Dmitri Peskov, l'option de neutralité offerte à l'Ukraine est similaire à celle de la Suède et de l'Autriche qui lui permettrait d'entrer dans l'Union européenne, mais pas dans des alliances militaires comme l'OTAN. La Russie avait initialement appelé à la destitution de Volodymyr Zelensky, à la « démilitarisation » et à la « dénazification » de l'Ukraine et à la reddition du pays, mais Zelensky lui-même a affirmé que la Russie avait assoupli sa position et abandonné bon nombre de ces demandes.
Le principal point de discorde selon certaines sources semble être le sort du Donbass et de la Crimée, la Russie appelant à la reconnaissance de l'annexion de la Crimée et de la sécession du Donbass, ce à quoi l'Ukraine s'oppose.

## Le communiqué d'Istanbul (2022)
Le New York Times publie le 15 juin 2024 un document intitulé « Main provisions of the Treaty on Ukraine's Security Guarantee » comprenant 11 points préparés par l'Ukraine, auxquels la Russie aurait donné son aval pour parvenir à un accord,. Ceux-ci ont été discutés à Istanbul du 28 au 30 mars 2022. 
Le projet de traité établit la neutralité de l'Ukraine mais permet son adhésion à l'Union européenne. En revanche, il exclut toute accession à l'OTAN ainsi que la présence de forces militaires étrangères le territoire ukrainien. Le traité envisage comme garants possibles les États membres permanents du Conseil de sécurité des Nations unies (le Royaume-Uni, la Chine, les États-Unis, la France, en incluant la Russie) mais également la Turquie, l'Allemagne, l'Italie, la Pologne, le Canada ou Israël. Les États garants sont tenus, en cas d'agression ou d'attaque armée, d'apporter leur soutien à l'Ukraine neutre pour rétablir sa sécurité. Le projet de traité prévoit par ailleurs que l'Ukraine et la Russie négocient bilatéralement une issue pacifique au différend en Crimée d'ici les 10 à 15 prochaines années. Délibérément, le communiqué d'Istanbul n'aborde pas les questions territoriales ou frontalières. 
A la suite du communiqué d'Istanbul, et malgré la découverte du massacre de Boutcha et les appels de Zelensky à exclure la Russie du Conseil de sécurité des Nations Unies, les pourparlers se poursuivent entre la Russie et l'Ukraine, qui échangent des versions préliminaires de l'accord. Une version de travail du traité russo-ukrainien du 15 avril 2022 définit la taille des forces armées ukrainiennes (jusqu'à 250 000 hommes voulus par l'Ukraine, jusqu'à 85 000 voulus par la Russie). Cette version du traité comprend des éléments proposés par la Russie qui n'ont pas été approuvés par l'Ukraine dans le communiqué d'Istanbul, qui concernent l'interdiction du « néo-nazisme et du nationalisme agressif », la garantie que le Russe soit une langue officielle et l'abrogation de lois linguistiques. De nombreuses divergences sur le contenu du traité sont mises à jour et les négociations s'arrêtent en mai 2022 sans qu'un accord n'ait été trouvé. 
Les politologues Samuel Charap et Serguey Radchenko identifient dans Foreign Affairs un ensemble de raisons qui ont contribué à l'impossibilité de parvenir à un accord. Premièrement, ils observent une réticence des partenaires occidentaux de l'Ukraine à lui fournir des garanties des sécurité malgré leur inclusion comme parties au traité. Deuxièmement, les progrès des Ukrainiens sur le plan militaire, notamment après la contre-offensive de Kiev et le retrait russe de grandes villes, ont réduit leur intérêt à trouver un compromis à la table des négociations. Enfin, les termes de l'accord contiennent un plan sur le long terme davantage qu'une sortie effective du conflit par l'établissement d'un cessez-le-feu et le retrait des troupes : le traité ignore la nécessité d'un processus de paix. 

## Dix points pour cesser les hostilités présentés par le président Zelensky
Lors de la réunion du G20 en novembre 2022, le président Zelensky présente dix points pour faire cesser les hostilités,.

## État des négociations en 2025

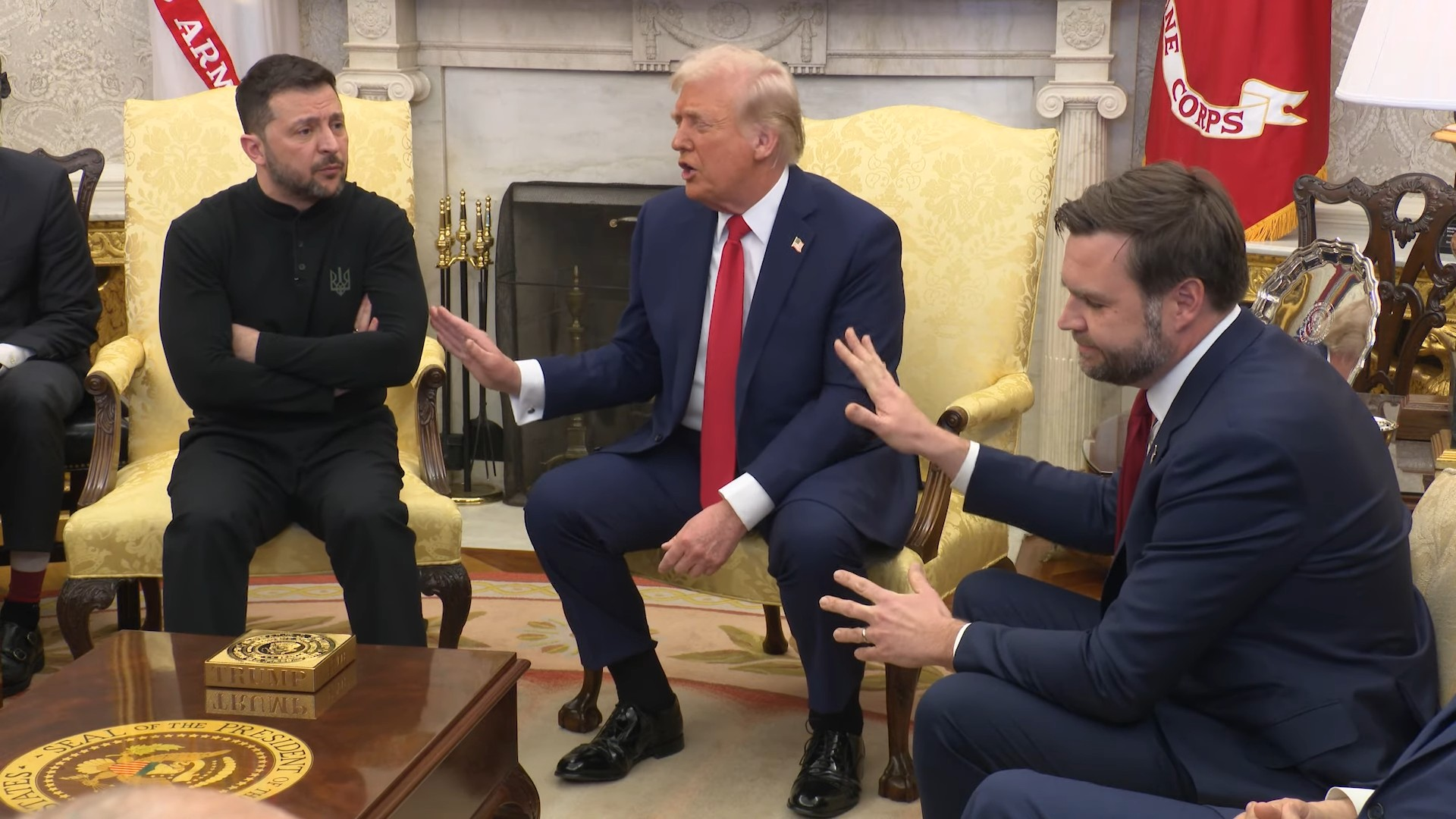
Rencontre entre le président américain Trump et le président ukrainien Zelensky à la Maison Blanche le 28 février 2025

### Premiers contacts des États-Unis avec la Russie et l'Ukraine
Le 7 février 2025, Volodymyr Zelensky twitte qu'il va rencontrer le président américain Trump, nouvellement investi, afin de négocier un accord commercial d'exploitation des gisements (leurs terres rares) pour « une paix solide et durable », tandis que le président américain a indiqué qu'il allait probablement s'entretenir avec Vladimir Poutine. Le 12 février 2025, après une conversation téléphonique avec le président russe Vladimir Poutine, le président américain Donald Trump déclare que les négociations pour mettre fin à la guerre commenceraient immédiatement.

### Négociations parallèles et crise américano-ukrainienne
Le 18 février 2025, le secrétaire d'État américain Marco Rubio se rend à Riyad pour engager des pourparlers avec le ministre russe des Affaires étrangères Sergueï Lavrov. Il s'agit du premier dialogue diplomatique entre les États-Unis et la Russie depuis l'invasion de l'Ukraine par la Russie en 2022. La rencontre se conclut sur un accord pour établir un processus de paix aboutissant à la fin du conflit. La rencontre est critiquée par le président ukrainien Volodymyr Zelensky pour qui les conditions de la paix ne peuvent être ni négociées ni imposées à l'Ukraine sans sa participation à la table des négociations,,.

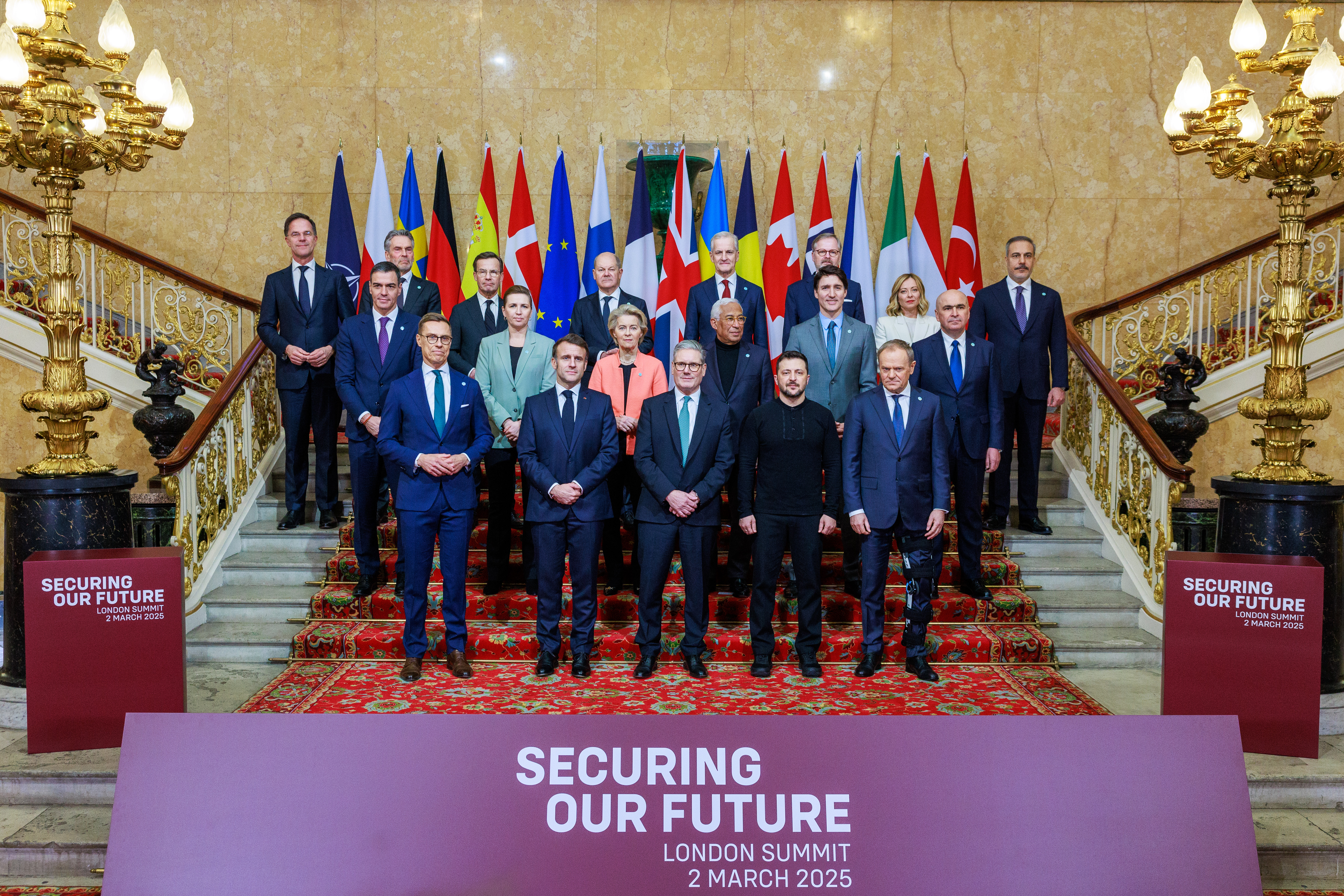
Le sommet de Londres sur l'Ukraine

Le 28 février, Zelensky rencontre Trump à la Maison Blanche dans une atmosphère tendue entre les présidents américain et ukrainien. La réunion se termine abruptement sans que l'accord sur les ressources minérales ne soit signé. Trois jours plus tard, les États-Unis annoncent suspendre temporairement toute aide militaire à l'Ukraine. 

### Tentative de médiation européenne
Le 2 mars, les leaders européens et canadien se réunissent à Londres pour un sommet sur l'Ukraine convoqué par le premier ministre britannique Keir Starmer. Il a pour but de créer une coalition des volontaires contribuant à la mise en place d’un plan en quatre points renforçant le soutien à l'Ukraine et soutenant un accord de paix durable qui garantisse sa souveraineté et sa sécurité. 

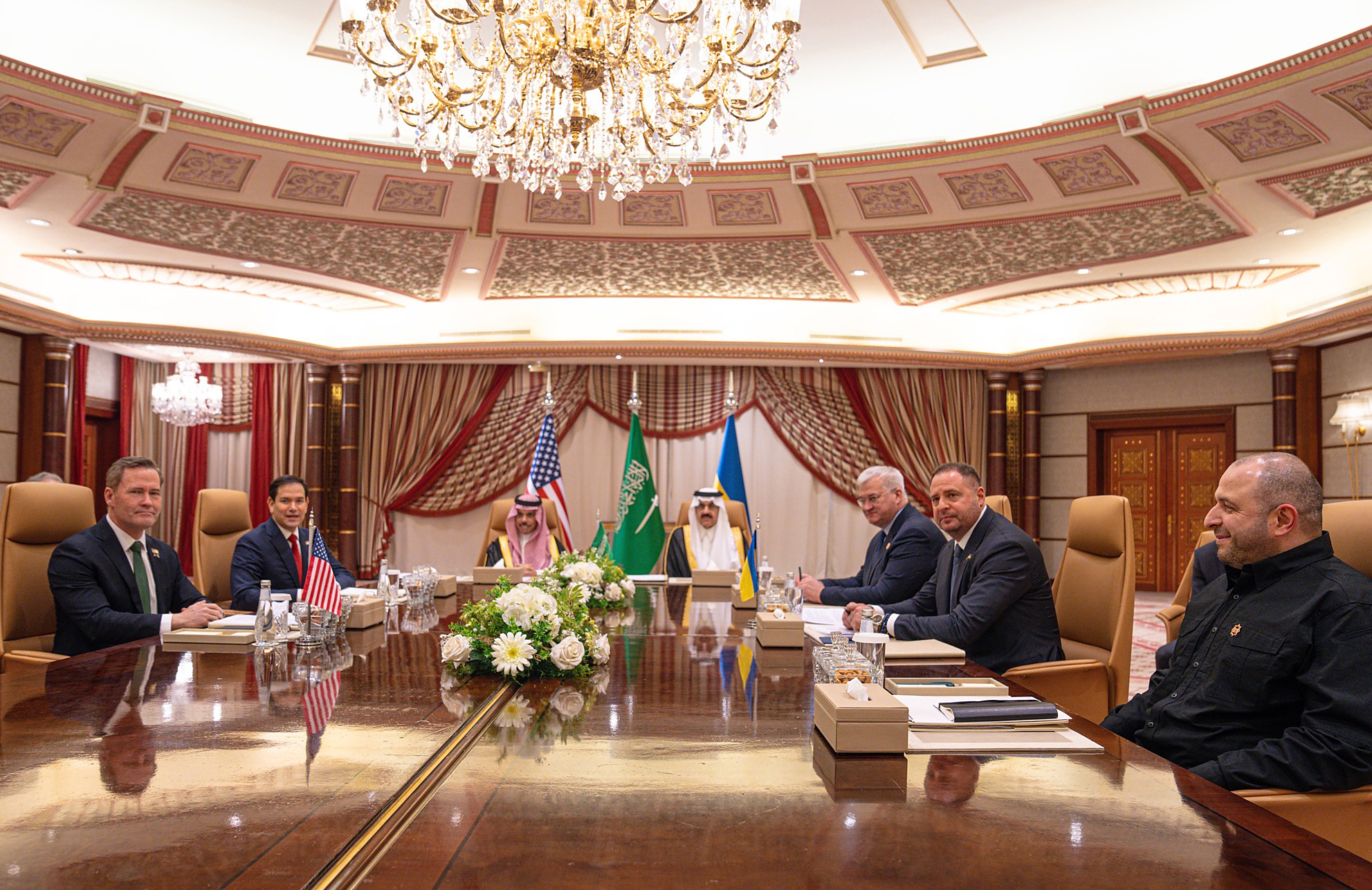
Sommet américano-ukrainien à Djeddah le 11 mars 2025

### Accord de cessez-le-feu
Le 11 mars, des responsables américains et ukrainiens se retrouvent à Djeddah pour une rencontre au cours de laquelle l'Ukraine accepte une proposition américaine d'un cessez-le-feu de 30 jours. En conséquence, les États-Unis rétablissent leur soutien militaire et le partage de renseignement à l'Ukraine. La proposition est transmise à la Russie, dont le président Vladimir Poutine fait savoir qu'il était ouvert à l'idée d'un cessez-le-feu, mais sous certaines conditions. Il souhaite davantage de discussions sur la question de l'occupation ukrainienne dans l'oblast de Koursk, les livraisons d'armes à l'Ukraine pendant le cessez-le-feu et ses modalités d'application et de contrôle. 
Le 18 mars, après un échange téléphonique avec Donald Trump, Vladimir Poutine accepte de cesser les frappes contre les infrastructures énergétiques ukrainiennes pour 30 jours et d'entamer les négociations pour un cessez-le-feu plus étendu. À cette occasion, il affirme qu’une paix durable ne pourra être atteinte qu’à la condition d’une cessation totale de l’assistance militaire et du partage de renseignements à l’Ukraine. Le 25 mars, la Maison-Blanche annonce dans deux communiqués distincts que les États-Unis sont parvenus à un accord avec l'Ukraine et la Russie pour cesser les hostilités en mer Noire,. L'accord sur les infrastructures énergétiques expire le 18 avril sans être renouvelé. 

### Impatience diplomatique américaine
Le 17 avril, les États-Unis et l'Ukraine signent un mémorandum d'entente qui marque une étape initiale vers la conclusion de l'accord sur les minéraux ukrainiens. 

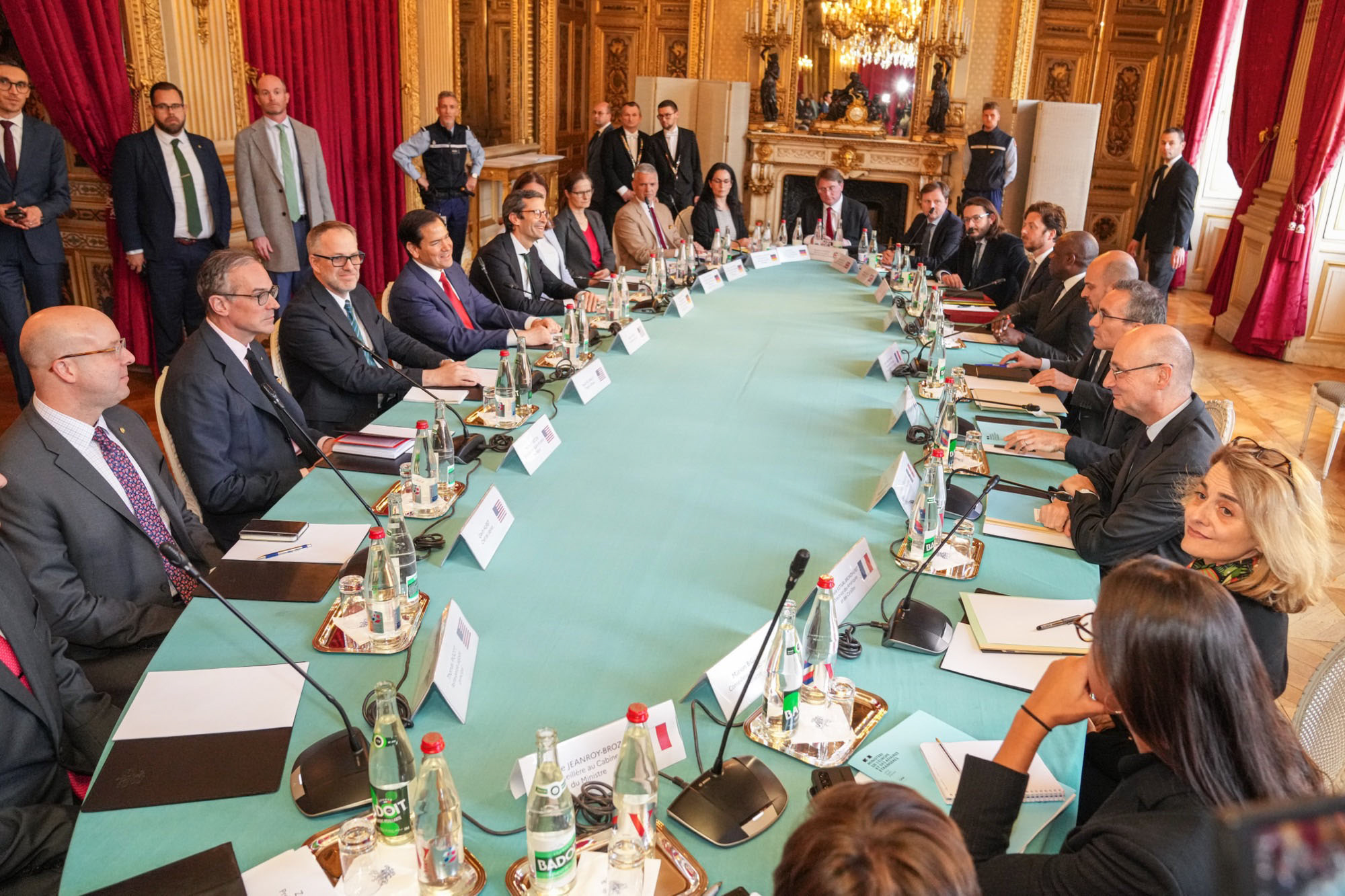
Le Secrétaire d'État américain Rubio et le ministre français des Affaires étrangères Barrot à Paris le 17 avril 2025

Le 18 avril, à l'issue d'une rencontre à Paris avec le président français Emmanuel Macron, le secrétaire d'État américain Marco Rubio déclare que les États-Unis cesseront leurs efforts visant à mettre un terme à la guerre en Ukraine si aucun progrès significatif n'est jugé atteignable à court terme. Les conditions de l'administration Trump pour un accord de cessez-le-feu incluent alors une reconnaissance ukrainienne de l'annexion de la Crimée et une renonciation à adhérer à l'OTAN. Le président ukrainien Zelensky rejette immédiatement la perspective de reconnaître légalement l'occupation de la Crimée. 
Alors que des négociateurs américains, européens et ukrainiens se réunissent à nouveau à Londres la semaine suivante, Marco Rubio prend la décision de ne pas se rendre aux pourparlers sur le cessez-le-feu, les États-Unis étant représentés à haut niveau par l'envoyé spécial pour l'Ukraine et la Russie Keith Kellogg. A cette occasion, les États-Unis présentent une proposition de paix que l'Ukraine juge défavorable car laissant à la Russie le contrôle des territoires qu'elle a conquis. 

### Trêve de Pâques
Le 19 avril, Vladimir Poutine annonce l'intention de la Russie de mettre en œuvre une trêve de 30 heures (de 18:00 heures le 19 avril à 00:00 heure le 21 avril) à l'occasion de Pâques. La proposition est acceptée par l'Ukraine, mais les deux parties s'accusent mutuellement de violer la trêve. L'initiative de Poutine peut être analysée comme une mesure destinée à montrer la disposition russe à négocier envers les États-Unis, dont le président fait montre d'impatience à l'égard des faibles avancées des négociations. 

### Négociations entre la Russie et l'Ukraine en Turquie
Le 15 mai 2025, des délégations ukrainiennes et russes sont attendues à Istanbul pour entamer des discussions pour la première fois depuis le printemps 2022. Elles ont finalement lieu le 16 mai avec une médiation turque et conduisent à un accord pour échanger 1000 prisonniers, le plus gros échange de prisonniers depuis le début de la guerre.   
Le 19 mai 2025, Vladimir Poutine et Donald Trump s'entretiennent par téléphone pendant deux heures. Après cet appel, Trump affirme que la Russie et l’Ukraine vont « commencer immédiatement des négociations en vue d’un cessez-le-feu ». Cependant, la Russie maintient qu'elle ne travaillera pas à établir un cessez-le-feu sans concessions sur les « causes profondes de la crise », à savoir l'influence occidentale en Ukraine. Poutine déclare néanmoins à la suite de l'appel que « la Russie est prête à travailler avec la partie ukrainienne à un mémorandum concernant un éventuel futur traité de paix définissant un certain nombre de positions et le proposera ».    
Le 2 juin, dans le contexte d'une intensification des attaques aériennes entre la Russie et l'Ukraine, des délégations se rencontrent à nouveau à Istanbul pour un second round de négociations et échanger formellement leur conditions pour parvenir à un accord. A cette occasion, la Russie produit un mémorandum listant les conditions exigées par le Kremlin en vue d'un cessez-le-feu et d'un accord de paix global. La Russie réclame la reconnaissance de jure de sa souveraineté sur cinq régions occupées (Crimée, Donetsk, Lougansk, Kherson et Zaporijia), l'interdiction de l'adhésion ukrainienne à l'OTAN, la limitation de la taille de son armée, la fin de l'aide militaire étrangère, du partage du renseignement à l'Ukraine, de la mobilisation et de la loi martiale, la levée des sanctions, la remise du marche du gazoduc traversant l'Ukraine, la reconnaissance du russe comme langue officielle, le rétablissement du patriarcat de Moscou sur l'Église orthodoxe ukrainienne, le renoncement à toute demande de réparation ou d'indemnisation et la tenue d'élections présidentielles et parlementaires cent jours après la levée de la loi martiale,.      

### Ultimatums américains et rencontre russo-américaine en Alaska
Le 14 juillet, Donald Trump donne un ultimatum de 50 jours à Vladimir Poutine pour mettre fin à la guerre en Ukraine sous peine d'imposer des sanctions économiques massives contre la Russie. Le président américain raccourcit ensuite sa durée à 10 ou 12 jours dès le 28 juillet, arrivée à son terme le 8 août. Deux jours avant son expiration, le 6 août l'envoyé spécial américain Steve Witkoff rencontre Vladimir Poutine à Moscou, sans mener à des avancées notables. 
Le 8 août, Donald Trump et Vladimir Poutine annoncent une rencontre bilatérale en Alaska prévue pour le 15 août. Le président américain déclare notamment lors d'une conférence de paix entre l'Arménie et l'Azerbaïdjan à Washington que les discussions pourraient inclure un échange de territoire, alors que Volodymyr Zelensky oppose un ferme désaccord à la cession de territoires ukrainiens occupés. Le sommet américano-russe, premier de ce niveau depuis l'invasion russe de février 2022, prend place sur la base militaire d'Elmendorf-Richardson et échoue à déboucher sur un accord.     